# Тааґепера
'Та́аґепера (ест. Taagepera küla) — село в Естонії, у волості Тирва повіту Валґамаа.

## Населення
Чисельність населення на 31 грудня 2011 року становила 108 осіб.

## Історія
До 21 жовтня 2017 року село входило до складу волості Гелме.

## Пам'ятки
- Маєток Тааґепера (Taagepera mõis)

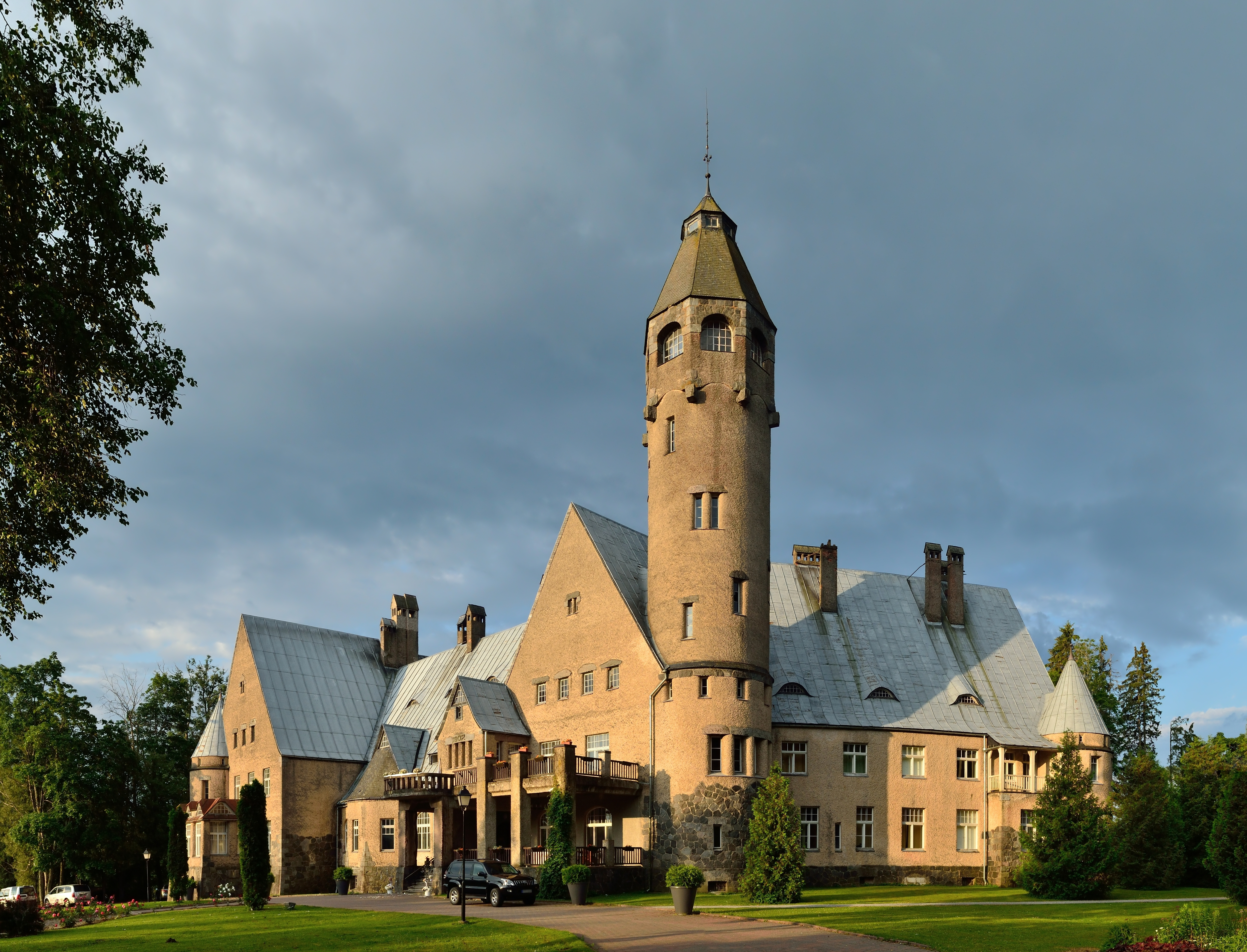
Головна будівля маєтку
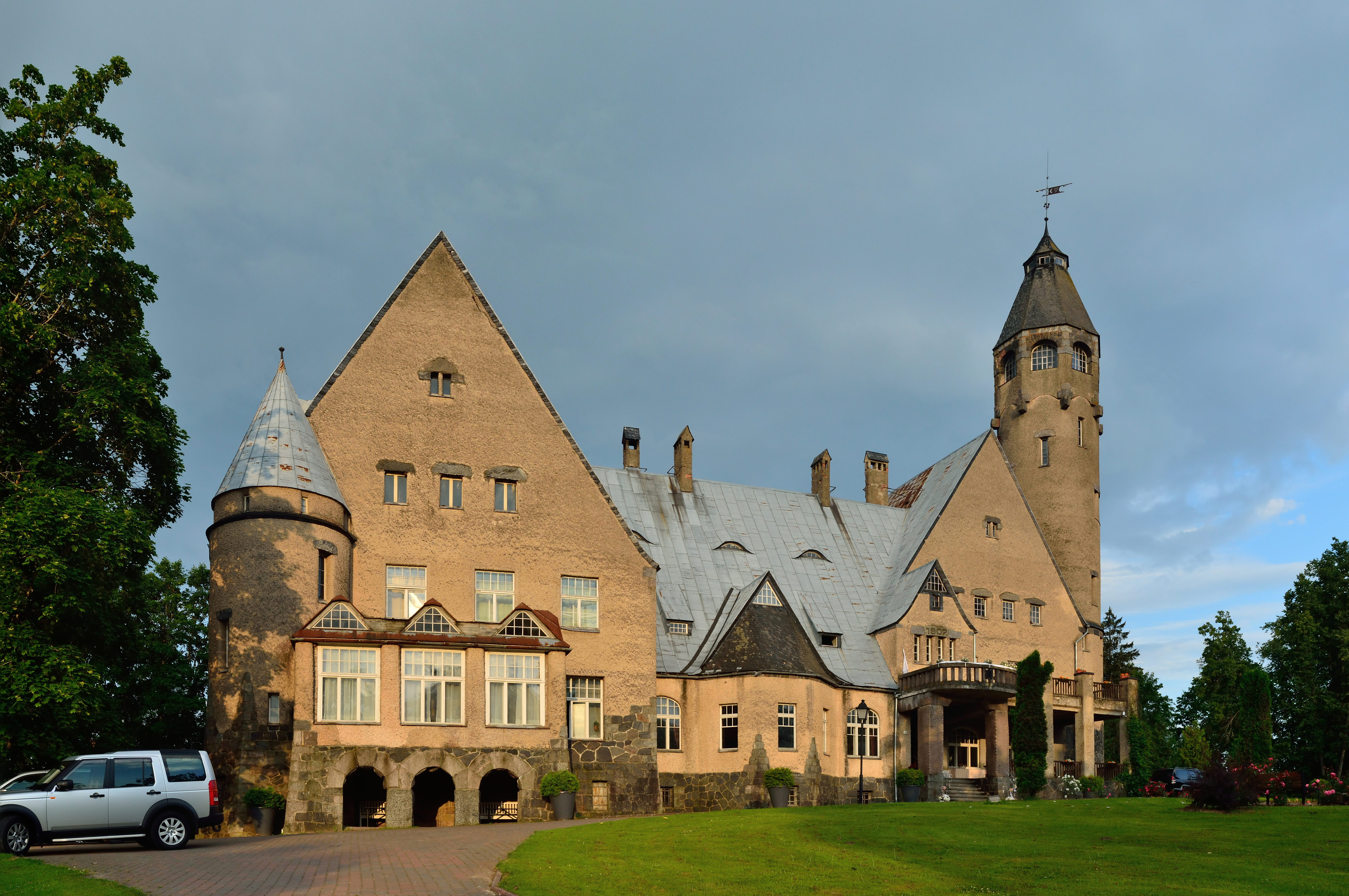
Головна будівля маєтку
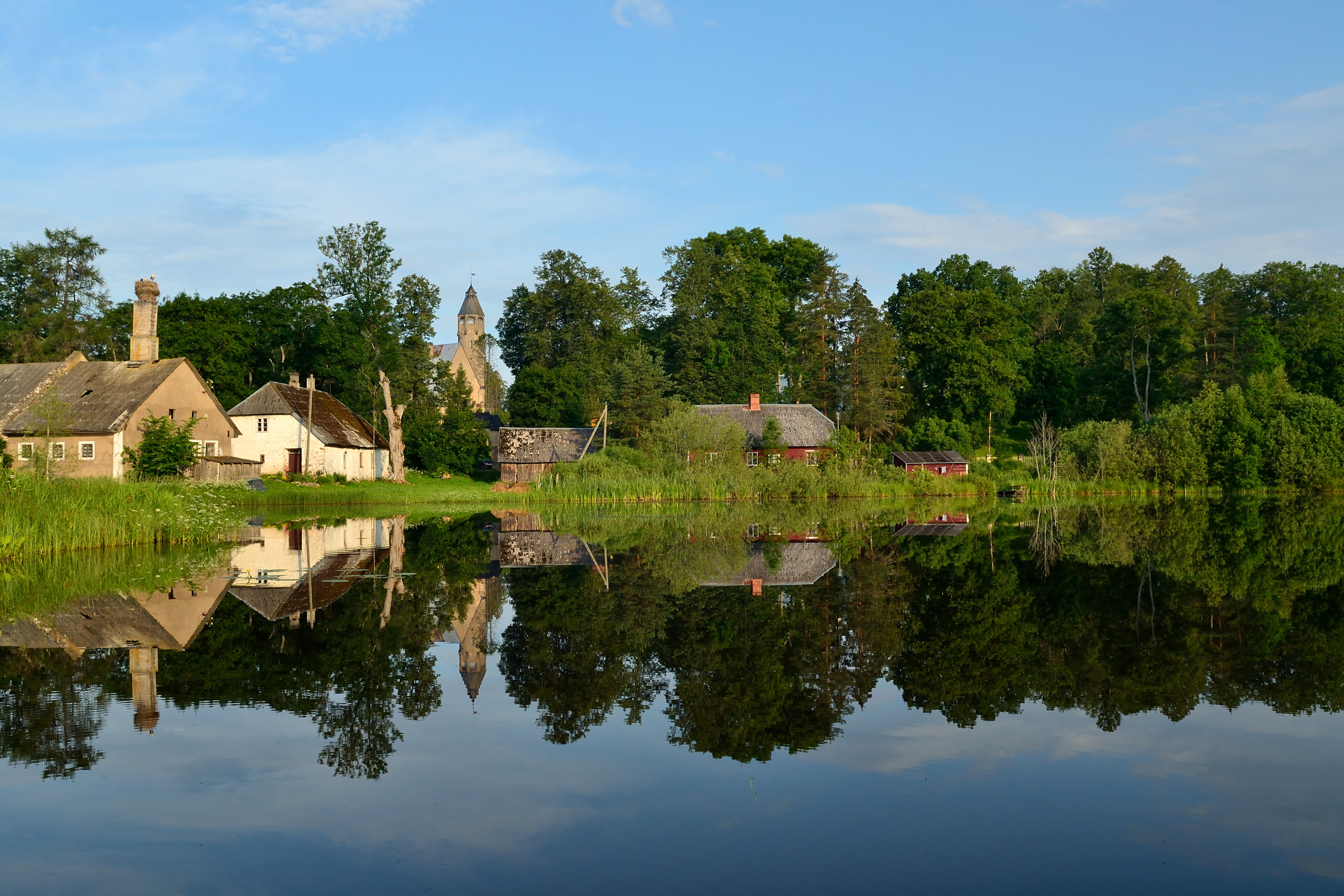
Озеро Тааґепера